# World Wide Fund for Nature

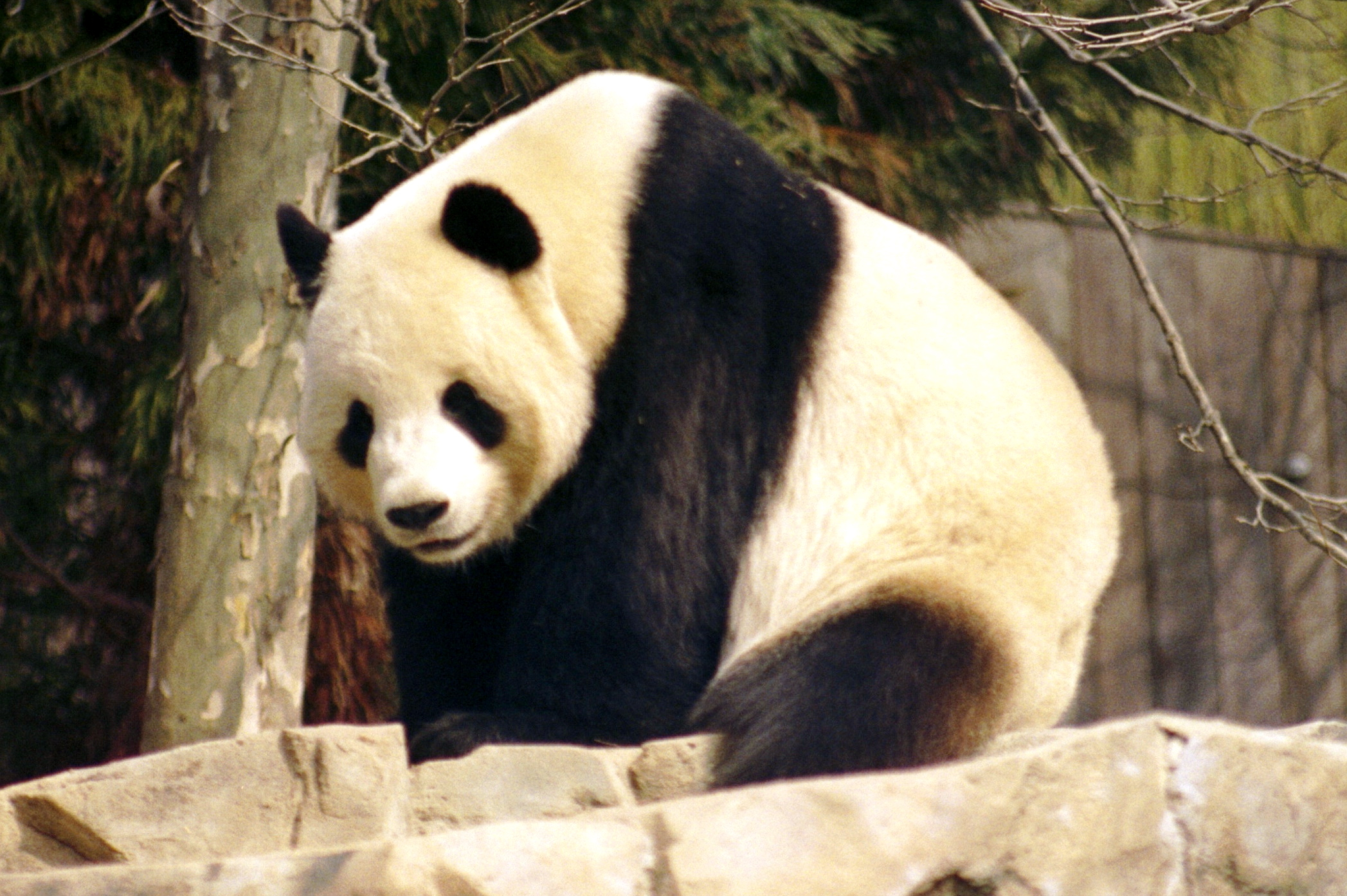
Panda wielka jest symbolem WWF.

WWF (tłum. Światowy Fundusz na rzecz Przyrody; World Wide Fund for Nature, dawniej World Wildlife Fund)  – organizacja pozarządowa i ekologiczna o charakterze międzynarodowym powstała w 1961 roku. Misją WWF jest powstrzymanie degradacji środowiska naturalnego Ziemi i stworzenie przyszłości, w której ludzie będą żyli w harmonii z przyrodą. Główna siedziba znajduje się w Szwajcarii.

## Historia
Organizacja została powołana do życia 29 kwietnia 1961 (pierwsze biuro powstało 11 września 1961 w Morges w Szwajcarii). Na pomysł jej utworzenia wpadł dyrektor generalny UNESCO sir Julian Huxley, który podczas podróży do Afryki dostrzegł, że zniszczenie środowiska i nieograniczone polowania mogą wkrótce doprowadzić do wymarcia niezwykłej fauny tego kontynentu. Ideę utworzenia międzynarodowej fundacji, która zajmowałaby się ochroną przyrody, poparli ornitolog Max Nicholson i wiceprezydent IUCN sir Peter Scott, który zaprojektował logo WWF – czarno-białą pandę. Siedzibą organizacji stała się Szwajcaria. Z czasem zaczęły również powstawać narodowe oddziały fundacji w wielu krajach świata.
Od początku swojego istnienia WWF gromadzi fundusze niezbędne do ochrony przyrody, oraz promuje edukację i badania, które służyłyby ocaleniu najbardziej zagrożonych gatunków i siedlisk na Ziemi. Zadaniem fundacji jest nie tylko ochrona ginących zwierząt, ale także przeciwdziałanie zniszczeniu środowiska naturalnego. W latach 80. XX wieku, wspólnie z IUCN oraz UNEP, WWF stworzył Światową Strategię w Zakresie Ochrony Przyrody, którą podpisał Sekretarz Generalny Organizacji Narodów Zjednoczonych. Strategia, opublikowana jednocześnie w 34 stolicach świata, stała się podstawą kompleksowego spojrzenia na ochronę środowiska oraz zrównoważone wykorzystanie zasobów naturalnych naszej planety.
Stowarzyszenie zatrudnia około 4,5 tys. pracowników na całym świecie.

### Spór z World Wrestling Federation
W 2000 World Wide Fund of Nature oskarżył World Wrestling Federation (teraz nazwana World Wrestling Entertainment) o nielegalną działalność handlową. Obydwa stowarzyszenia używały takiego samego skrótu – WWF od końca 1979 roku. Organizacja ekologiczna starała się udowodnić, że organizacja zapaśnicza pogwałciła porozumienie z 1994 o użyciu inicjałów WWF na arenie międzynarodowej.
10 sierpnia 2001 Sąd Najwyższy w Wielkiej Brytanii wydał orzeczenie, na mocy którego organizacji ekologicznej World Wildlife Fund zostało przyznane prawo do użycia skrótu WWF. Federacja Międzynarodowa Wrestlingu złożyła apelację od wyroku w październiku 2001. Sąd nie uznał roszczeń World Wrestling Federation, wskutek czego zostało im odebrane prawo do korzystania z adresu strony internetowej wwf.com, która została przeniesiona na adres wwe.com. Od tamtej pory organizacja wrestlingu korzysta ze skrótu WWE, co oznacza World Wrestling Entertainment.

## WWF w Polsce
W Polsce WWF podejmuje działania na rzecz ochrony przyrodniczo cennych rzek i lasów, jak również ochrony największych drapieżników: wilków, rysi i niedźwiedzi, a także ssaków bałtyckich: morświnów i fok szarych. Organizacja stara się przeciwdziałać zmianom klimatu i podejmuje walkę z nielegalnym handlem ginącymi gatunkami roślin i zwierząt.
Główną siedzibą WWF w Polsce jest utworzone w 2000 biuro w Warszawie.
WWF posiada status organizacji pożytku publicznego od 2004 roku, nr KRS 0000160673. Obecnym (stan na grudzień 2018) prezesem zarządu w Polsce jest Mirosław Proppé. W 2015 zysk netto fundacji w Polsce wyniósł ponad 3,8 mln PLN

## Finanse
Nad doborem inicjatyw WWF zaleconych do finansowania czuwają zespoły specjalistów wraz ze swymi doradcami. Do inicjatyw WWF należy na przykład ochrona amazońskich lasów tropikalnych lub słoni afrykańskich. Związana jest z tym kwestia finansowania. Część finansów WWF jest inwestowana, by zwiększyć i zabezpieczyć kapitał. Wszystkie pieniądze pochodzą z 3 źródeł: ze składek członkowskich, z dotacji państwowych oraz darów osób prywatnych lub organizacji. WWF pomagają różne kluby przyjaciół, sponsorzy i stowarzyszenia użyteczności publicznej. WWF zwraca się do społeczeństwa za pośrednictwem własnych publikacji książkowych, plakatów, bibliotek, klubów przyjaciół, środków przekazu i reklam.

## Kontrowersje

### Łamanie praw człowieka przez grupy paramilitarne
W 2019 roku dochodzenie przeprowadzone przez BuzzFeed News wykazało, że grupy paramilitarne finansowane przez organizację są zaangażowane w poważne naruszenia praw człowieka wobec rdzennych mieszkańców wsi (m.in. w Nepalu) znajdujących się w okolicach parków narodowych chronionych we współpracy z WWF, które tuszowało incydenty i działało w celu ochrony sprawców przed egzekwowaniem prawa. Twierdzi się, że uzbrojeni strażnicy, na podstawie fałszywych oskarżeń, napastowali seksualnie, torturowali i dokonywali egzekucji na mieszkańcach wsi.
W Republice Środkowoafrykańskiej urzędnicy WWF rzekomo zaangażowani byli w zakup broni - zapłacono za karabiny szturmowe i amunicję.
W odpowiedzi na śledztwo WWF stwierdziło, że traktuje zarzuty poważnie i zarządziło niezależny przegląd poruszonych spraw.

## Działacze

### Prezesi WWF
1. Książę Holandii Bernhard (1962–1976)
2. John H Loudon (1976–1981)
3. Filip Mountbatten, książę Edynburga (1981–1996)
4. Syed Babar Ali (1996–1999)
5. Ruud Lubbers (2000–2000)
6. Sara Morrison (2000–2001)
7. Emeka Anyaoku (2001–2010)
8. Yolanda Kakabadse (2010–2017)
9. Pavan Sukhdev (2017–obecnie)

### Dyrektorzy generalni
1. Dr Fritz Vollmar 1962–1978
2. Charles de Haes 1975–1993
3. Dr Claude Martin 1993–2005
4. James P Leape 2005–obecnie